# Blijneossinovski
Blijneossinovski (en rus: Ближнеосиновский) és un poble (un khútor) de l'óblast de Volgograd, a Rússia, segons el cens del 2010 tenia 639 habitants.